# Мисионес
Мисио̀нес (на испански: Misiones) е една от 23-те провинции на Аржентина. Намира се в североизточната част на страната. Провинция Мисионес е с население от 1 233 177 жители (по изчисления за юли 2018 г.) и обща площ от 29 801 км². Столица на провинцията е град Посадас.
Провинцията е именувана в чест на йезуитските мисии, намиращи се в региона. От 15 мисии в Аржентина 11 са разположени в Мисионес, като 4 от тях са в списъка на Световното културно наследство на ЮНЕСКО: Сан Игнасио Мини, Нуестра Сеньора де Санта Ана, Нуестра Сеньора де Лорето, Санта Мария ла Майор.
Друга забележителност са Водопадите Игуасу, също част от Световното наследство на ЮНЕСКО.